# Schloss Offenstetten

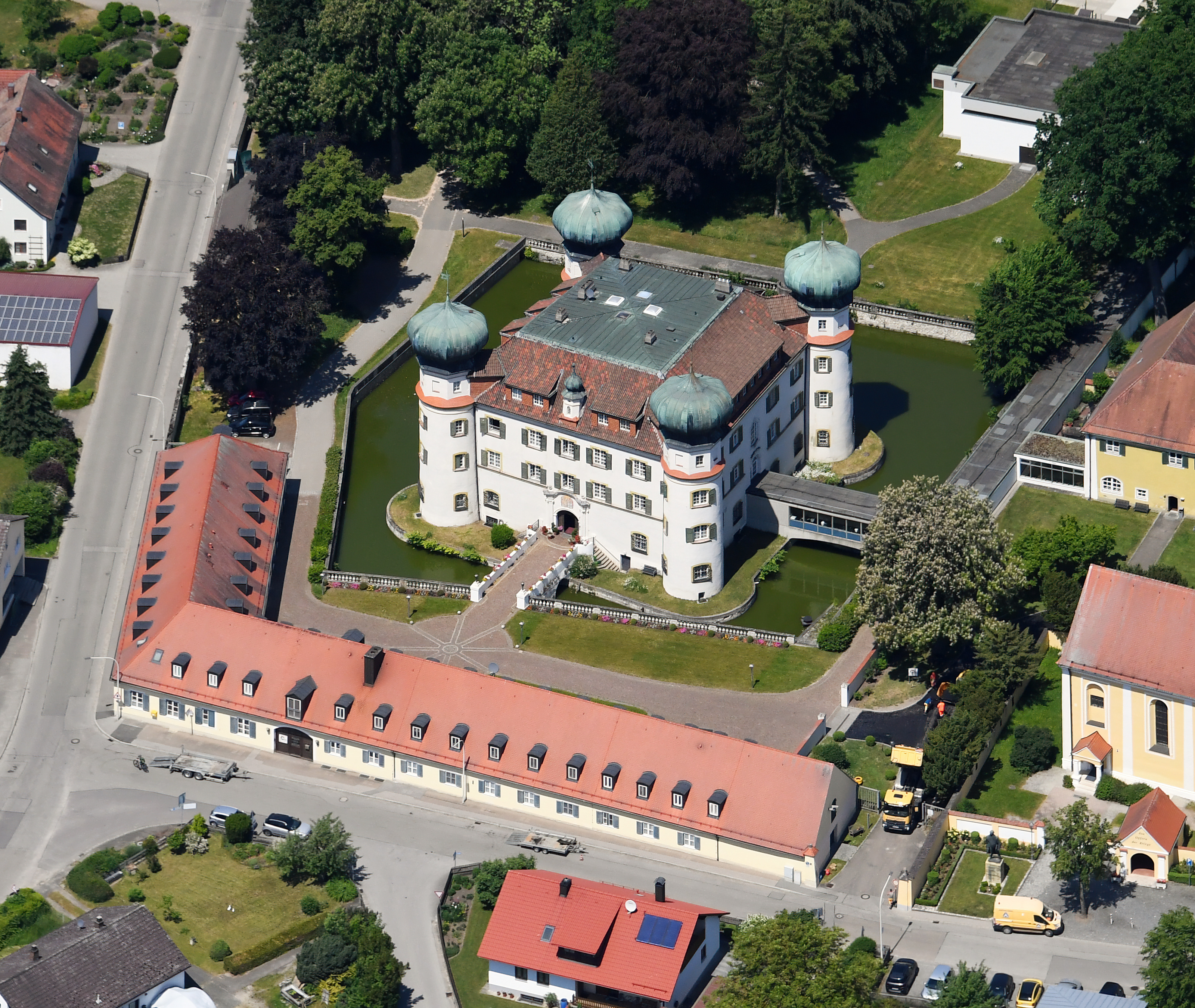
Schloss Offenstetten von Südosten aus der Luft gesehen

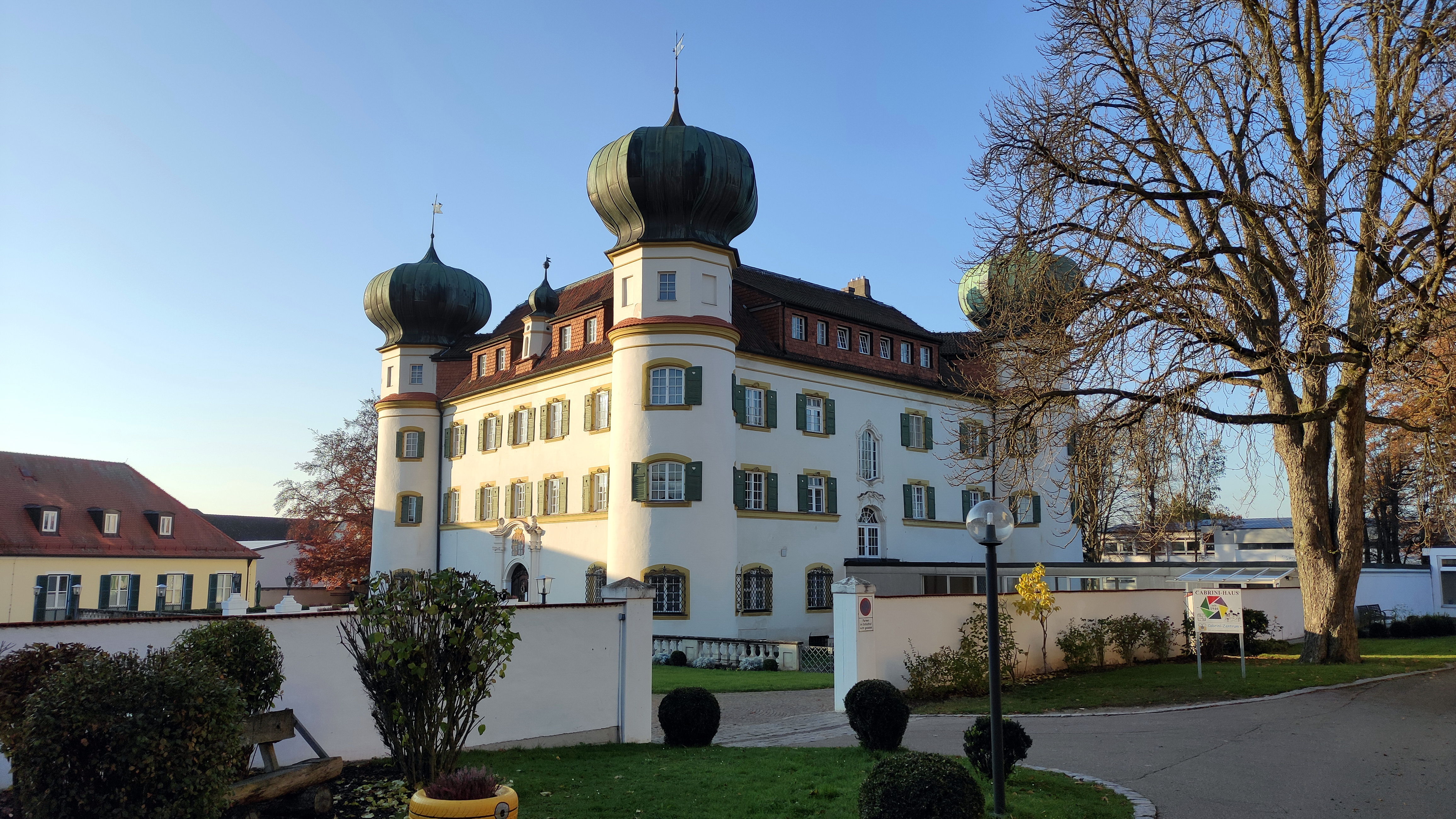
Schloss Offenstetten (2020)

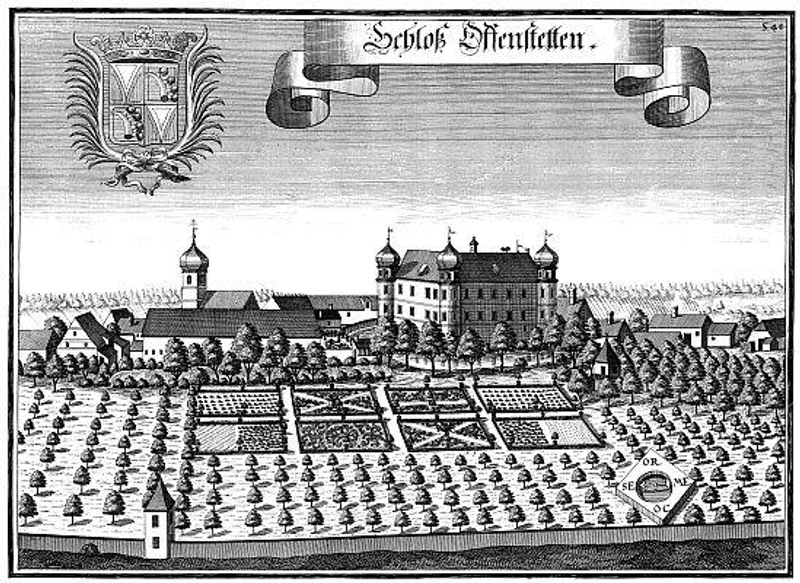
Schloss Offenstetten nach einem Stich von Michael Wening (um 1700)

Das Schloss Offenstetten befindet sich in dem gleichnamigen Ortsteil Offenstetten der niederbayerischen Stadt Abensberg im Landkreis Kelheim.
Das Schloss ist unter der Denkmalnummer D-2-73-111-78 in der Bayerischen Denkmalliste eingetragen, zugleich werden hier „untertägige mittelalterliche und frühneuzeitliche Befunde im Bereich des ehem. Schlosses in Offenstetten, zuvor mittelalterliche Niederungsburg“ mit der Aktennummer D-2-7137-0277 als Bodendenkmal angegeben.

## Beschreibung
An der Stelle der heutigen Wasserburg stand früher eine hochmittelalterliche Niederungsburg aus dem Ende des 11. Jahrhunderts. Die Anlage entsprach mit einer viereckigen Insel von 25 × 25 m und einem 15 m breiten Wassergraben der Größe der heutigen Anlage. Aufgrund früherer Landkarten befanden sich auf der Insel ein Wohngebäude und ein Turm, eventuell der Bergfried. Südlich der Kernanlage befand sich ein Bauhof als Vorburg. Im Dreißigjährigen Krieg wurde diese Burg vernichtet.
Unter Georg Caspar Emmanuel von Frönau auf Offenstetten wurde zwischen 1694 und 1696 das heutige Schloss errichtet. Es entspricht, wie der Stich von Michael Wening am Ende des 17. Jahrhunderts zeigt, der heutigen Schlossanlage. Es ist ein dreigeschossiger Vierflügelbau mit dreiviertelrunden Ecktürmen, die sich nach oben leicht verjüngen und durch ein viertes, polygonales Geschoss mit Zwiebelkuppeln abgeschlossen werden. Der kleine, ebenfalls überkuppelte Dachreiter im Süden deutet die Lage der 1877 aufgelassenen Schlosskapelle an. Der Schlossgraben ist noch erhalten, ebenso der Schlosspark, der ebenfalls auf dem Stich von Wening zu sehen ist. Zu der Anlage gehören Wirtschaftsgebäude, deren zwei Trakte südlich des Schlosses im 17./18. Jahrhundert errichtet wurden. Bei einem Umbau 1921 wurde unter dem Architekten Wolf-Augsburg der früher offene Innenhof überbaut und das heutige große Treppenhaus angelegt. Das Innere wurde 1921 neubarock verändert, u. a. durch den Ausbau des geräumigen Treppenhauses im Ostteil sowie mehrerer Säle. In einigen Räumen sind noch Stuckaturen des frühen bzw. späten 18. Jahrhunderts erhalten.

## Geschichte
Hier wird das edelfreie Ortsadelsgeschlecht der Herren von Offenstetten genannt. Die ersten urkundlich genannten Besitzer sind die Brüder Egilhof, Walchun und Aribo „de Ouinstetin“; Letzterer wird in einer Urkunde als Ritter bezeichnet und schenkt 1097/98 Besitz an das Kloster Weltenburg. 1100 übergeben Egilhof und seine Frau Gertrud Censuale an Weltenburg. Bis 1135 erscheinen sie mehrmals als Schenker für Weltenburg und bei einer Censualenübergabe auch an das Kloster St. Emmeram. In der Folge treten hier die Brüder Burghart, Pilgrim und Ekkolf auf, die als unebenbürtige Söhne des Egilhofs anzusehen sind und die mehrmals Schenkungen ihrer Eltern bezeugen. In der nächsten Generation treten 1138 Burghart und Wolfrom von Offenstetten als Ministeriale der Klosters Weltenburg auf. Weitere sich nach Offenstetten nennende Adelige sind Otto, Heinrich, Altmann und Bertold, diese treten zwischen 1168 und 1183 auf. Zwischen 1244 und 1288 wird ein weiterer Otto von Offenstetten genannt († 1304). Dieser hatte vor seinem Tod dem Kloster Biburg ein Gut in Kirchdorf tradiert. Dieser Otto bezeichnet sich als „Diener“ der Abensberger. In der nächsten Generation treten die Brüder Berthold, Heinrich, Eberhard und Meinhard zwischen 1304 und 1324 als Siegler, Zeugen oder Schiedsmänner auf. Ihnen folgen die Brüder Konrad, Wolfhard und Eckhard. 1322 schlägt der Salzburger Erzbischof Friedrich III. von Leibnitz am Vorabend der Schlacht bei Mühldorf die drei Brüder zu Rittern. Sie werden später noch bei verschiedenen Rechtsgeschäften zwischen 1326 und 1359 genannt. Danach treten zwischen 1359 und 1381 weitere vier Brüder auf, diese sind Ortolf von Offenstetten, Dekan des Klosters Baumburg, Otto von Offenstetten, Kanoniker im Bistum Regensburg, Bernhard der Offstetter auf Offenstetten, der vermutliche Burgherr, und Berthold von Offenstetten, Pfleger zu Manterdorf. Danach tritt Dionys von Offenstetten, der vermutliche Sohn des Bertolds, zwischen 1399 und 1433 als Siegler, Taidinger, Richter und Gerichtsbeisitzer auf. In den gleichen Funktionen erscheint sein Sohn Bernhard von Offenstetten zwischen 1442 und 1467. Zeitweise war er Pfleger von Vohburg (1448) und Pfleger von Abbach (1457-1462). Seine Söhne sind Georg und Degenhart. Letzterer ist der Erbe von Offenstetten. 1467 heiratet er Brigitte Zenger. Er war auch Begleiter des Niclas von Abensberg, als dieser vor Freising erschlagen wird. Bei seinem Tod hinterlässt er den unehelichen Sohn Jörg, der 1493 genannt wird und zeitweise als Landrichter in Vohburg wirkte. Dieser ist der Letzte in der Reihe der Herren von Offenstetten.

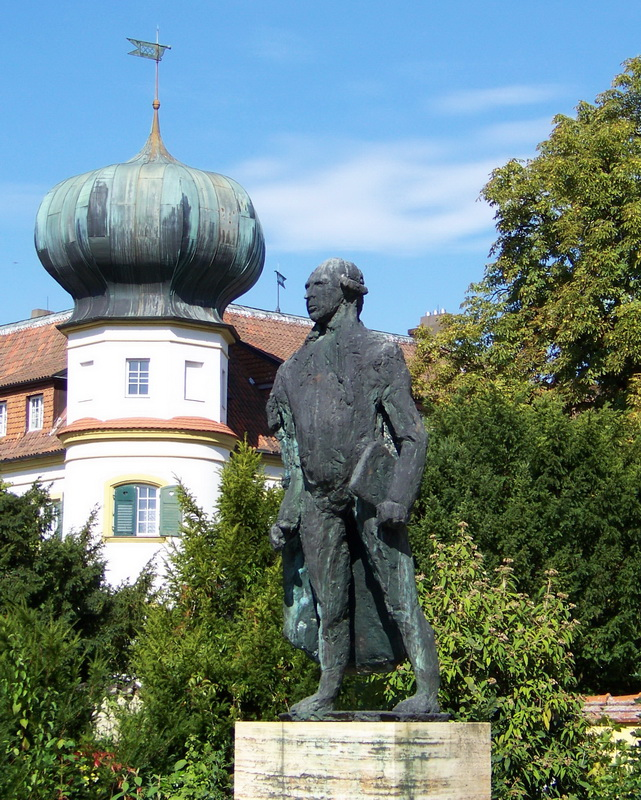
Statue des Wiguläus von Kreittmayr vor dem Schloss Offenstetten (1962)

Die Witwe des Degenhart heiratet 1493 Wolfgang Schmiechen, Pfleger zu Vohburg. Da auch diese Ehe ohne Nachkommen blieb, wurde Offenstetten an die Brüder Hans und Wolf Preysing verkauft. 1602 wird Hans Georg von Rohrbach der hiesige Besitzer, aber bereits 1607 ist hier Hans Christoph von Lerchenfeld auf Oberbrennberg. 1612 gehört Offenstetten Ernst von Aicher, Herr zu Herrngiersdorf und Thürnthenning. 1652 verkauft sein Nachfolger, der Landshuter Bürgermeister Amadeus Aicher, Offenstetten an die Familie Frönau, die für fast 100 Jahre im Besitz von Offenstetten bleibt. Als erster übernahm der Straubinger Bierbrauer Caspar Frennaur (* 1622, † 1682, später „Frönau“) 1652 den Besitz und baute das Schloss in seiner jetzigen Form auf. 1750 erwirbt Aloisius Wiguläus Freiherr von Kreittmayer durch seine Heirat mit Maria Romana von Frönau Offenstetten. Im Zuge der Schlacht von Abensberg stattete am 20. April 1809 Napoleon Bonaparte dem Schloss einen kurzen Besuch ab. Am 14. Juli 1852 besucht der bayerische König Max II. das Schloss. Die Familie Kreittmayr bleibt bis 1889 im Besitz des Schlosses.
1899 wird das Schloss an die „Steingewerkschaft Offenstetten“ verkauft. 1904 gelangt es an die Familie Herget, dann an Reichlin-Meldegg (bis 1921) und schließlich über Graf Taufkirchen (1921–1939) an Oskar Schlitter, Botschaftsrat in der NS-Zeit und späterer deutscher Botschafter in Athen, und seine Gemahlin Daisy, geb. von Freyberg-Eisenberg-Üxküll, Miss Germany, Schauspielerin und Fotomodell. Sie gründete hier nach dem Zweiten Weltkrieg zusammen mit dem Direktor der katholischen Jugendfürsorge in Regensburg, Prälat Michael Thaller, ein Flüchtlingskinderheim, das nach der ersten US-amerikanischen Heiligen Franziska Xaviera Cabrini als Cabrini-Heim benannt wurde. Am 7. Juli 1946 – dem gleichen Tag, an dem Schwester Cabrini heiliggesprochen wird – ziehen hier die ersten Waisenkinder ein. Die katholische Jugendfürsorge der Diözese Regensburg ist hier Träger einer großen Einrichtung für behinderte und entwicklungsverzögerte Kinder und Jugendliche mit der eigenen Hauskirche Hl. Engel, entworfen von Joseph Naumann aus Regensburg 1970, schulischen Einrichtungen, Behindertenwerkstätten und einem Wohnheim.